# Dolores, Đông Samar

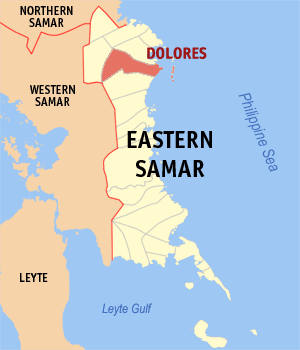
Bản đồ Đông Samar với vị trí của Dolores

Dolores là một đô thị hạng 4 ở tỉnh Đông Samar, Philippines. Theo điều tra dân số năm 2000 của Philipin, đô thị này có dân số 32.812 người trong 6.313 hộ.

## Các đơn vị hành chính
Dolores được chia ra 46 barangay.
Mayor: Hon. Emiliana P. Villacarilio
| - Aroganga - Magongbong - Buenavista - Cabago-an - Caglao-an - Cagtabon - Dampigan - Dapdap - Del Pilar - Denigpian - Gap-ang - Japitan - Jicontol - Hilabaan - Hinolaso - Libertad | - Magsaysay - Malobago - Osmeña - Barangay 1 - Barangay 10 - Barangay 11 - Barangay 12 - Barangay 13 - Barangay 14 - Barangay 15 - Barangay 2 - Barangay 3 - Barangay 4 - Barangay 5 - Barangay 6 | - Barangay 7 - Barangay 8 - Barangay 9 - Rizal - San Isidro (Malabag) - San Pascual - San Roque - San Vicente - Santa Cruz - Santo Niño - Tanauan - Villahermosa - Bonghon - Malaintos - Tikling |